# Delphinium tenii
Delphinium tenii är en ranunkelväxtart som beskrevs av H. Lév.. Delphinium tenii ingår i släktet storriddarsporrar, och familjen ranunkelväxter. Inga underarter finns listade i Catalogue of Life.